# Alva Myrdal
Alva Reimer Myrdal (Uppsala, 31 gennaio 1902 – Danderyd, 1º febbraio 1986) è stata una diplomatica, politica e scrittrice svedese, vincitrice, con Alfonso García Robles, del premio Nobel per la pace nel 1982 per il suo impegno a favore del disarmo.

## Biografia
Si laureò nel 1924, lo stesso anno in cui sposò l'economista Gunnar Myrdal (che avrebbe vinto, a sua volta, il premio Nobel per l'economia nel 1974). Negli anni trenta, fu coautrice, insieme al marito, di un libro intitolato Kris i befolkningsfrågan (La crisi nella questione demografica). L'opera si prefiggeva di individuare le riforme sociali necessarie a garantire la libertà individuale, specialmente per le donne, sostenendone la gravidanza. Al di là delle questioni sociali (la Myrdal fu una forte sostenitrice della necessità di un sistema di stato sociale nel suo paese), nel libro erano presenti alcuni richiami allo zeitgeist degli anni trenta, compresa l'idea dell'eugenetica positiva.
Fu per lungo tempo un membro importante del Partito Socialdemocratico dei Lavoratori di Svezia, e negli anni quaranta iniziò ad occuparsi di questioni internazionali nell'ambito delle Nazioni Unite. Nel 1949 fu messa alla guida delle politiche del welfare dell'Organizzazione, mentre dal 1950 al 1955 fu presidente della sezione scientifica dell'UNESCO. Fu la prima donna a ricoprire posizioni così importanti nell'ONU. Nel 1962 fu eletta al Parlamento svedese e nello stesso anno fu inviata come delegato svedese alla conferenza di Ginevra per il disarmo. Nel 1966 fu anche nominata ministro consultivo per il disarmo. Ricoprì entrambi i ruoli fino al 1973. Suo figlio, Jan Myrdal, è stato uno scrittore ed un politico, mentre sua figlia, Sissela Bok, è una filosofa.